# Ferney (Dakota del Sur)
Ferney es un lugar designado por el censo ubicado en el condado de Brown en el estado estadounidense de Dakota del Sur. En el Censo de 2010 tenía una población de 43 habitantes y una densidad poblacional de 16,55 personas por km².

## Geografía
Ferney se encuentra ubicado en las coordenadas 45°20′4″N 98°5′38″O / 45.33444, -98.09389. Según la Oficina del Censo de los Estados Unidos, Ferney tiene una superficie total de 2.6 km², de la cual 2.6 km² corresponden a tierra firme y (0%) 0 km² es agua.

## Demografía
Según el censo de 2010, había 43 personas residiendo en Ferney. La densidad de población era de 16,55 hab./km². De los 43 habitantes, Ferney estaba compuesto por el 97.67% blancos, el 0% eran afroamericanos, el 0% eran amerindios, el 0% eran asiáticos, el 0% eran isleños del Pacífico, el 0% eran de otras razas y el 2.33% pertenecían a dos o más razas. Del total de la población el 0% eran hispanos o latinos de cualquier raza.